# Салтшьобаден
Салтшьобаден (на шведски: Saltsjöbaden) е град в лен Стокхолм, източната част на централна Швеция, община Нака. Разположен е в залива Ингарьоферден на Балтийско море. Намира се на около 20 km на югоизток от централната част на столицата Стокхолм. Получава статут на град през 1908 г. Има крайна жп гара и малко пристанище. Населението на града е 9521 жители, по приблизителна оценка от декември 2017 г.